# Thal (Àustria)
Thal (pronunciació alemanya: [ˈtaːl]) és un poble de l'estat austríac d'Estíria, situat a 3,2 quilòmetres a l'oest de Graz. La seva població al cens de 2022 era de 2.420 habitants. Thal és conegut per ser el bressol del culturista, actor i polític Arnold Schwarzenegger, que hi va viure fins al 1966, quan tenia 19 anys. El juliol de 2011, Schwarzenegger va obrir a Thal el Museu Arnold Schwarzenegger a la casa de la seva infància.
Thal és un assentament dispers de cases que s'agrupen en 19 llogarets. Aquests llogarets s'anomenen: Eben, Eck, Hardt, Haslau, Kirchberg, Kötschberg, Linak, Oberbichl, Oberthal, Plabutsch, Schlüsselhof, Steinberg, Unterbichl, Unterthal, Waldsdorf, Waldsdorfberg, Wendlleiten, Windhof i Winkel.
El nom Thal prové d'una branca dels senyors de Graben que també es deien De Valle i Von Thal. L'1 de gener de 1850 es va constituir a Thal la precursor de la comunitat actual, els primers anys sota el nom de "St. Jacob Thal". L'1 de gener de 1995, Thal va ser elevada a l'estatus de ciutat de mercat.

## Llocs d'interès

### Església parroquial de Sant Jaume
L'any 1772 es va construir l'església parroquial de Sant Jaume on hi havia hagut una capella de fusta d'estil barroc del 1735.Originàriament va estar dedicada a Sant Sebastià. Es va ampliar l'any 1992

### Casa Oberthal
Al segle XII, els senyors de Waldsdorf havien establert la seva seu al lloc de l'actual casa senyorial en forma de casa pairal fortificada. De 1315 a 1605 va ser propietat de la família noble de Windisch-Graetz. L'any 1563 s'hi van dur a terme importants obres de conversió i renovació sota la direcció de l'aleshores propietari Erasme de Windisch-Graetz, que la va convertir en una casa senyorial d'estil renaixentista amb un pati envoltat per tres costats per tres pisos d'alçada. arcades columnars. Encara hi ha un pas subterrani, que data d'aquella època, que va fins a Graz, però és intransitable després dels primers centenars de metres.

### Runes del castell de Thal
El castell de Thal apareix per primer cop als documents l'any 1259. A partir de 1621, quan era propietat de la família Eggenberger, el castell va caure en ruïnes. L'any 1715 un incendi va destruir bona part de la fortalesa. Cap al 1750 l'església del castell també havia caigut en ruïnes.

## Fills il·lustres
- Arnold Schwarzenegger
- Carina Wenninger